# Heliconius amaryllis
Heliconius amaryllis är en fjärilsart som beskrevs av Felder 1862. Heliconius amaryllis ingår i släktet Heliconius och familjen praktfjärilar. Inga underarter finns listade i Catalogue of Life.